# Цапко, Иван Михайлович
Иван Михайлович Цапко (1900 — ?) — советский инженер-химик, лауреат Сталинской премии 3-й степени (1946).
Участник Гражданской войны, командир эскадрона в Первой конной армии С. М. Будённого.
После демобилизации окончил химический факультет МГУ им. М. В. Ломоносова.
Работал в центральной научно-опытной лаборатории (ЦНОЛ), с 1931 г. — в Научно-исследовательском институте органических полупродуктов и красителей (НИОПИК).
В 1942 году присвоено воинское звание инженер-капитан.
Один из участников разработки и внедрения на Дорогомиловском химическом заводе имени М. В. Фрунзе производства экстралина (1943), который использовался в качестве присадки для авиационных топлив. За это в составе авторского коллектива получил Сталинскую премию 3-й степени (за разработку нового метода получения азотосодержащих органических соединений, имеющих важное практическое применение).
На разработанном им катализаторе В-3 гидрирования нитробензола на Березниковском анилино-красочном заводе в 1958 г. был пущен первый в СССР цех по производству анилина мощностью 18 тысяч тонн в год.